# Jonas Lindberg
Jonas Keijo Antti Lindberg (Göteborg, 24 marzo 1989) è un calciatore svedese, centrocampista o attaccante del GAIS.

## Carriera

### Club

#### Skövde AIK
Lindberg ha cominciato la carriera con la maglia dello Skövde AIK, formazione militante nella Division 1, terzo livello del campionato svedese. È rimasto in squadra per due anni e mezzo, in cui ha giocato complessivamente 60 partite e messo a referto 14 gol.

#### GAIS
Nel mese di luglio 2010, è stato ingaggiato dal GAIS, formazione militante in Allsvenskan. Ha quindi esordito nella massima divisione locale in data 24 luglio, sostituendo Jesper Florén nella vittoria per 0-1 sul campo dell'Åtvidaberg. Il 30 ottobre successivo ha realizzato la prima rete, in occasione della sconfitta interna per 1-3 contro il Trelleborgs FF. È stata l'unica rete in 13 partite disputate, con cui ha contribuito al 13º posto finale del GAIS.
Rimasto in squadra anche l'anno successivo, ha giocato per il GAIS fino al mese di ottobre. Ha disputato altri 14 incontri tra campionato e coppa, senza mettere a referto alcuna marcatura. Complessivamente, ha totalizzato 25 presenza nell'Allsvenskan e una rete, oltre a 2 partite nella Svenska Cupen.

#### I prestiti
Nel mese di ottobre 2011, Lindberg è tornato allo Skövde AIK con la formula del prestito, giocando 2 partite nella Division 1. Nel 2012 si è trasferito con la medesima formula al Varberg, nella Superettan. Ha esordito in squadra in data 9 aprile, schierato titolare nella vittoria per 0-1 sull'IFK Värnamo. Il 17 settembre ha segnato la prima rete, nella vittoria per 3-0 sul Landskrona BoIS. Ha contribuito al raggiungimento da parte del Varberg dell'11º posto finale in classifica.

#### Ljungskile
Il 12 marzo 2013, il Ljungskile ha comunicato sul proprio sito internet d'aver tesserato il giocatore. Ha esordito in squadra il 7 aprile successivo, schierato titolare nel pareggio a reti inviolate contro l'Hammarby, sfida valida per la 1ª giornata della Superettan 2013. Il 7 maggio ha siglato la prima rete in campionato, contribuendo al successo per 3-0 sul Landskrona BoIS. Ha chiuso la prima stagione totalizzando 30 presenze e 7 reti tra campionato e coppa, contribuendo al 9º posto finale del Ljungskile.
Il 21 novembre 2013, ha rinnovato il contratto che lo legava al club fino al 31 dicembre 2015. Rimasto in squadra quindi per un ulteriore biennio, ha giocato altri 63 incontri con questa casacca e messo a referto 14 reti, che sommate a quelle precedenti lo hanno portato a complessive 84 gare e 21 reti.

#### Sarpsborg 08
Il 4 novembre 2015, i norvegesi del Sarpsborg 08 hanno annunciato d'aver ingaggiato il calciatore, che si sarebbe legato al nuovo club con un contratto biennale valido a partire dal 1º gennaio 2016, data di riapertura del calciomercato locale. Ha scelto di vestire la maglia numero 10. Ha esordito in Eliteserien in data 13 marzo 2016, schierato titolare nella sconfitta interna per 0-1 contro l'Haugesund. Il 17 luglio ha trovato la prima rete nella massima divisione locale, nella vittoria per 3-0 sul Lillestrøm. Ha chiuso la stagione con 23 presenze tra campionato e coppa, con 4 reti all'attivo.

#### Primo ritorno al GAIS
Libero da vincoli contrattuali, in data 3 febbraio 2018 ha firmato un accordo biennale con il GAIS, tornando pertanto in Svezia. Il ritorno al GAIS però è durato solo pochi mesi, poiché ad agosto il giocatore è stato ceduto.

#### Sirius
Il 6 agosto 2018, Lindberg è stato ufficialmente acquistato dal Sirius, militando così nel campionato di Allsvenskan ad anni di distanza. In una stagione e mezzo ha totalizzato 30 presenze e 2 reti, poi nel precampionato 2020 si è lesionato un legamento del piede e da quel momento in poi non è stato più utilizzato per tutto il resto dell'anno, al termine del quale il suo contratto non è stato rinnovato.

#### Secondo ritorno al GAIS
Dopo essersi preso una pausa dal calcio, nel luglio del 2021 è tornato nuovamente al GAIS, nel campionato di Superettan, aprendo dunque la sua terza parentesi con i neroverdi. Al termine di quella stagione la squadra è retrocessa in Ettan 2022, la terza serie nazionale. Lindberg è rimasto in rosa e ha partecipato alla risalita che ha visto il GAIS essere promosso prima nella Superettan 2023 e poi nell'Allsvenskan 2024.

## Statistiche

### Presenze e reti nei club
Statistiche aggiornate al 6 agosto 2018.
| Stagione            | Club                | Campionato          | Campionato | Campionato | Coppe nazionali | Coppe nazionali | Coppe nazionali | Coppe continentali | Coppe continentali | Coppe continentali | Supercoppe | Supercoppe | Supercoppe | Totale | Totale |
| Stagione            | Club                | Comp                | Pres       | Reti       | Comp            | Pres            | Reti            | Comp               | Pres               | Reti               | Comp       | Pres       | Reti       | Pres   | Reti   |
| ------------------- | ------------------- | ------------------- | ---------- | ---------- | --------------- | --------------- | --------------- | ------------------ | ------------------ | ------------------ | ---------- | ---------- | ---------- | ------ | ------ |
| 2008                | Skövde AIK          | D1                  | 25         | 8          | CS              | ?               | ?               | -                  | -                  | -                  | -          | -          | -          | 25+    | 8+     |
| 2009                | Skövde AIK          | D1                  | 24         | 6          | CS              | ?               | ?               | -                  | -                  | -                  | -          | -          | -          | 24+    | 6+     |
| gen.-lug. 2010      | Skövde AIK          | D1                  | 11         | 0          | CS              | ?               | ?               | -                  | -                  | -                  | -          | -          | -          | 11+    | 0+     |
| lug.-dic. 2010      | GAIS                | A                   | 13         | 1          | CS              | -               | -               | -                  | -                  | -                  | -          | -          | -          | 13     | 1      |
| gen.-ott. 2011      | GAIS                | A                   | 12         | 0          | CS              | 2               | 0               | -                  | -                  | -                  | -          | -          | -          | 14     | 0      |
| ott.-dic. 2011      | Skövde AIK          | D1                  | 2          | 0          | CS              | -               | -               | -                  | -                  | -                  | -          | -          | -          | 2      | 0      |
| Totale Skövde AIK   | Totale Skövde AIK   | Totale Skövde AIK   | 62         | 14         |                 | ?               | ?               |                    | -                  | -                  |            | -          | -          | 62+    | 14+    |
| 2012                | Varberg             | S                   | 27         | 2          | CS              | ?               | ?               | -                  | -                  | -                  | -          | -          | -          | 27+    | 2+     |
| 2013                | Ljungskile          | S                   | 27         | 7          | CS              | 3               | 0               | -                  | -                  | -                  | -          | -          | -          | 30     | 7      |
| 2014                | Ljungskile          | S                   | 29+2       | 8+0        | CS              | 2               | 0               | -                  | -                  | -                  | -          | -          | -          | 33     | 8      |
| 2015                | Ljungskile          | S                   | 29         | 5          | CS              | 1               | 1               | -                  | -                  | -                  | -          | -          | -          | 30     | 6      |
| Totale Ljungskile   | Totale Ljungskile   | Totale Ljungskile   | 75+2       | 20+0       |                 | 6               | 1               |                    | -                  | -                  |            | -          | -          | 84     | 21     |
| 2016                | Sarpsborg 08        | ES                  | 21         | 3          | CN              | 2               | 1               | -                  | -                  | -                  | -          | -          | -          | 23     | 4      |
| 2017                | Sarpsborg 08        | ES                  | 24         | 1          | CN              | 4               | 0               | -                  | -                  | -                  | -          | -          | -          | 28     | 1      |
| Totale Sarpsborg 08 | Totale Sarpsborg 08 | Totale Sarpsborg 08 | 45         | 4          |                 | 6               | 1               |                    | -                  | -                  |            | -          | -          | 51     | 5      |
| feb.-ago. 2018      | GAIS                | S                   | 15         | 1          | CS              | 3               | 0               | -                  | -                  | -                  | -          | -          | -          | 18     | 1      |
| Totale GAIS         | Totale GAIS         | Totale GAIS         | 40         | 2          |                 | 5               | 0               |                    | -                  | -                  |            | -          | -          | 45     | 2      |
| Totale              | Totale              | Totale              | 238+2      | 42+0       |                 | 17+             | 2+              |                    | -                  | -                  |            | -          | -          | 258+   | 44+    |